# Кустендорф класик
Фестивал руске музике Кустендорф КЛАСИК (рус. Фестиваль русской музыки Kustendorf CLASSIC) међународни је фестивал у Србији. Основао га је 2008. године редитељ Емир Кустурица. Од оснивања, руска компанија Гаспром њефт је генерални партнер фестивала. Фестивалсе одржава сваке године у етно селу Дрвенград, изграђеном за снимање филма „Живот је као чудо“.
Основна идеја фестивала је подршка младим талентима из музичких школа и академија Србије, као и Русије. Фестивал је платформа за дијалог талентоване омладине Русије и Србије, која пружа прилику за размену искустава, формира музичке везе.

## Програм фестивала
Фестивал укључује обавезне такмичарске и културне програме. У извођењу класичних и савремених дела руских и српских композитора такмиче се млади извођачи из Србије, Русије и Републике Српске. Ревијални културни програм представљају концерти и наступи познатих руских и српских музичара.

## Фестивалска награда
Главна награда фестивала је „Златна матрјошка“. Симболизује јединство словенских народа, засновано на заједништву историјских и културних вредности. Постоје и сребрна и бронзана матрјошка.

## Учесници фестивала
Од 2015. године Русију на такмичењу представљају млади музичари, ученици регионалних музичких школа који су победили у квалификационој рунди.
На фестивалу су учествовали таленти из разних градова Србије, Русије и Републике Српске. Ауторитативни стручњаци из света музике су у жирију фестивала. Међу њима су били пијаниста Јуриј Розум, Данијела Јовић, декан Факултета музичке уметности у Београду, композитор и диригент Зоран Комадина и други.
У ревијалном програму појавили су се: Денис Мацујев, Немања Радуловић, Алена Баева, Нарек Ахназарјан, Зоран Тодоровић, Александар Маџар, Валери Гергијев, Јулијан Рахлин, Роман Симовић, Срба Динић, Нарек Хакназарјан, Јуриј Башмет, Јустус Грим, Милијана Николић и други.

### Промена назива фестивала
Године 2019. фестивал је добио назив Кустендорф класик. Тако је бренд Кустендорф објединио све врсте уметности: овај назив је постао уобичајен за филмске, позоришне и руске фестивале класичне музике, које у Дрвенграду одржава Кустурица.